# Isert
Isert là một đô thị thuộc huyện Altenkirchen, trong bang Rheinland-Pfalz, phía tây nước Đức. Đô thị Isert có diện tích 1,84 km², dân số thời điểm ngày 31 tháng 12 năm 2006 là 163 người.